# Мухаметово (Челябинская область)
Мухаме́тово — посёлок в Карабашском городском округе Челябинской области России.

## География
Расположен на берегу реки Миасс при автодороге 75К-015. Расстояние до Карабаша 10 км. Уличная сеть посёлка состоит из 2 улиц.

## Население
| 2002 | 2010 |
| ---- | ---- |
| 87   | ↘84  |

По данным Всероссийской переписи, в 2010 году численность населения посёлка составляла 84 человека (41 мужчина и 43 женщины).

## Инфраструктура
Личное подсобное хозяйство с зоной сельскохозяйственного использования, индивидуальная застройка усадебного типа.
Дом культуры.

## Транспорт
Остановка общественного транспорта «Мухаметово». 